# Verbandsgemeinde Simmern-Rheinböllen

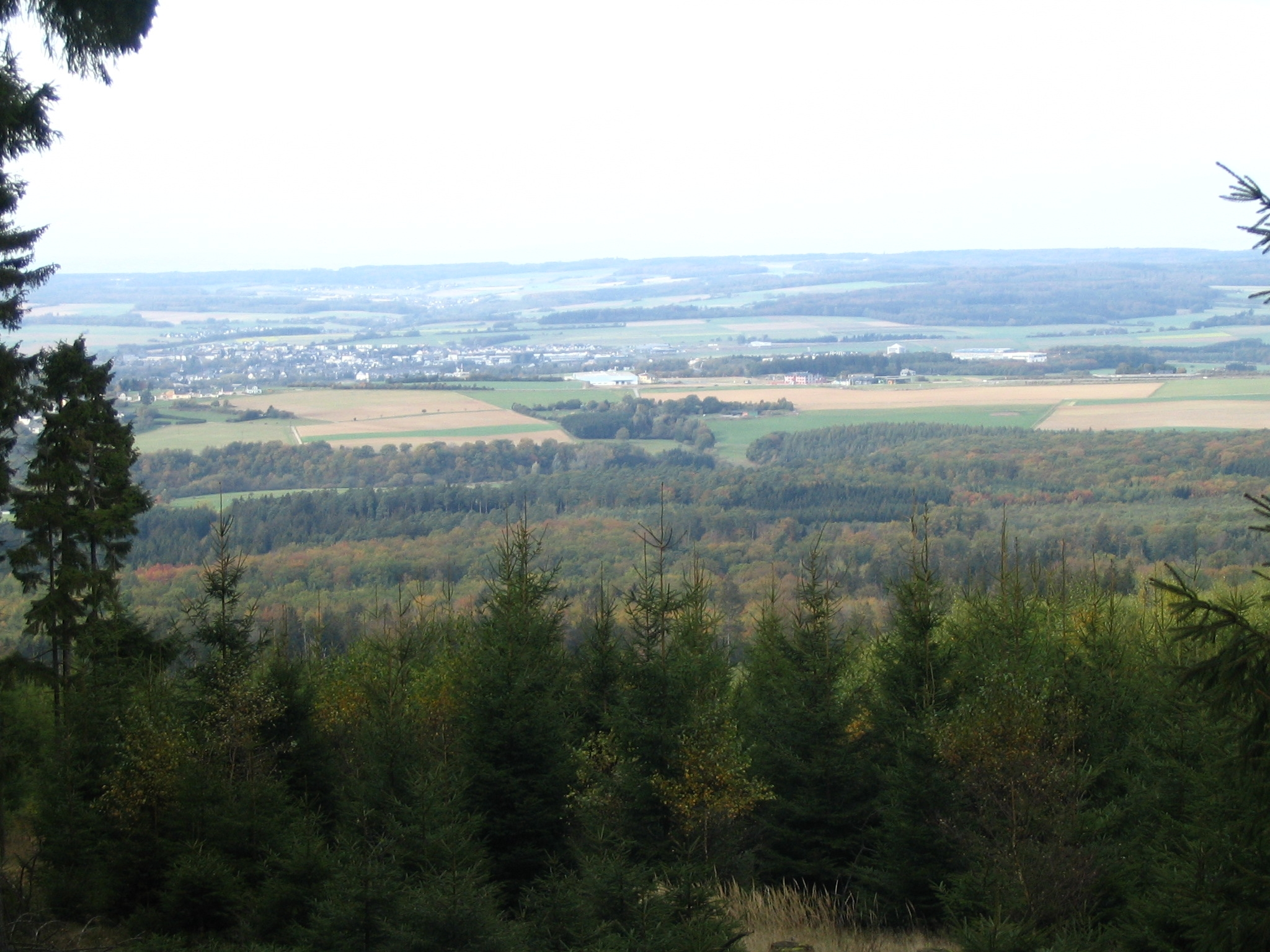
Blick vom Simmerkopf auf die Stadt Simmern

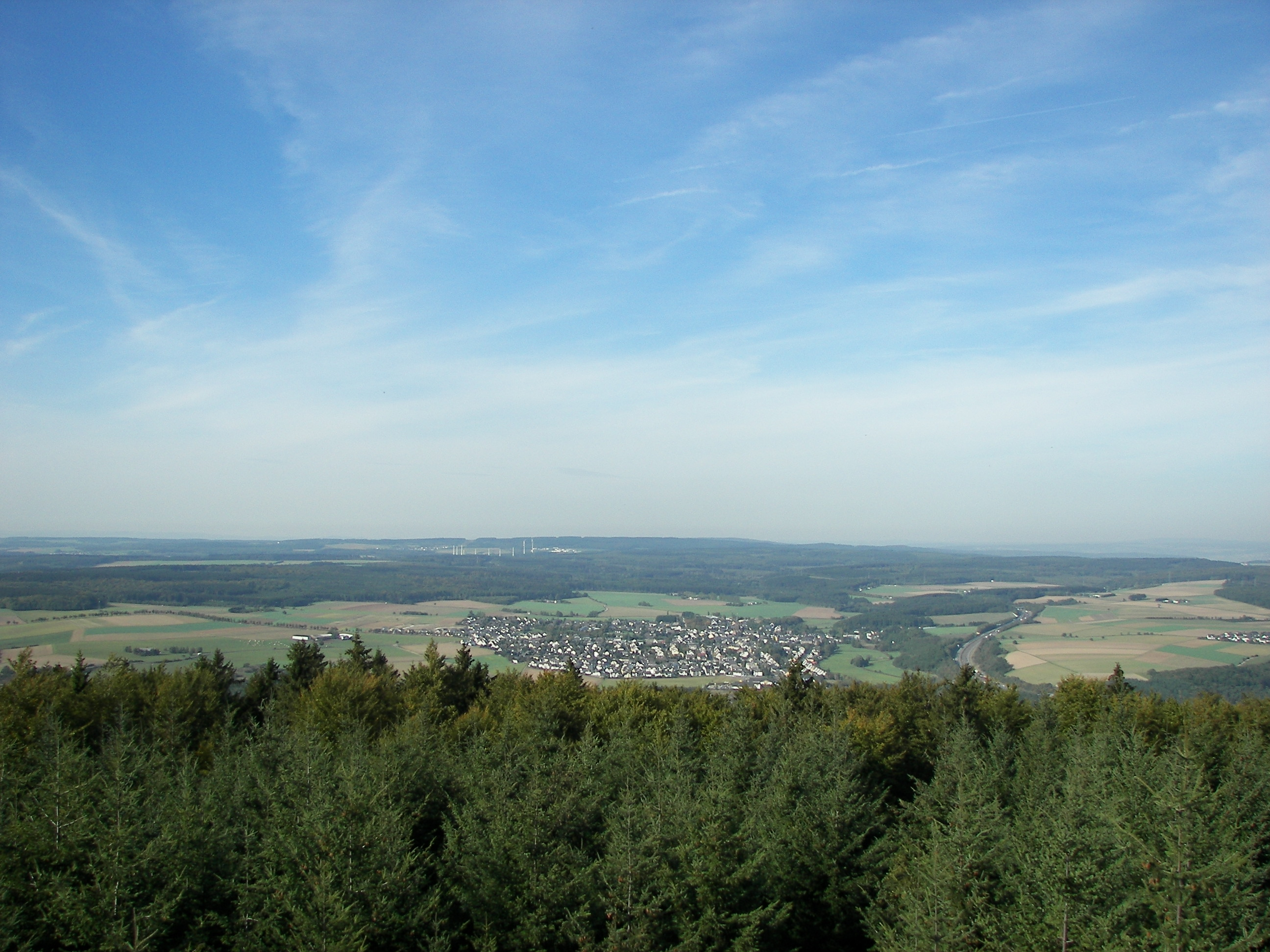
Blick vom Hochsteinchen auf die Stadt Rheinböllen

Die Verbandsgemeinde Simmern-Rheinböllen mit Sitz in der Kreisstadt Simmern/Hunsrück im Rhein-Hunsrück-Kreis in Rheinland-Pfalz entstand zum 1. Januar 2020 aus der Fusion der Verbandsgemeinden Rheinböllen und Simmern. In der Stadt Rheinböllen ist eine weitere Verwaltungsstelle.

## Verbandsangehörige Gemeinden
| Ortsgemeinde, Stadt                  | Fläche (km²) | Einwohner |
| ------------------------------------ | ------------ | --------- |
| Altweidelbach                        | 4,10         | 291       |
| Argenthal                            | 28,52        | 1.720     |
| Belgweiler                           | 3,34         | 189       |
| Benzweiler                           | 3,19         | 205       |
| Bergenhausen                         | 2,68         | 114       |
| Biebern                              | 4,10         | 313       |
| Bubach                               | 7,10         | 241       |
| Budenbach                            | 3,51         | 198       |
| Dichtelbach                          | 5,38         | 608       |
| Ellern (Hunsrück)                    | 9,36         | 891       |
| Erbach                               | 1,97         | 310       |
| Fronhofen                            | 3,71         | 243       |
| Holzbach                             | 5,03         | 594       |
| Horn                                 | 6,86         | 381       |
| Keidelheim                           | 2,72         | 335       |
| Kisselbach                           | 9,13         | 602       |
| Klosterkumbd                         | 7,33         | 276       |
| Külz (Hunsrück)                      | 6,92         | 483       |
| Kümbdchen                            | 3,21         | 485       |
| Laubach                              | 10,02        | 439       |
| Liebshausen                          | 5,85         | 505       |
| Mengerschied                         | 9,53         | 720       |
| Mörschbach                           | 5,82         | 324       |
| Mutterschied                         | 3,07         | 469       |
| Nannhausen                           | 6,05         | 620       |
| Neuerkirch                           | 5,28         | 334       |
| Niederkumbd                          | 2,27         | 335       |
| Ohlweiler                            | 3,93         | 322       |
| Oppertshausen                        | 1,52         | 125       |
| Pleizenhausen                        | 4,03         | 312       |
| Ravengiersburg                       | 6,29         | 331       |
| Rayerschied                          | 2,51         | 111       |
| Reich                                | 4,76         | 347       |
| Rheinböllen, Stadt                   | 16,33        | 4.296     |
| Riegenroth                           | 3,14         | 234       |
| Riesweiler                           | 16,81        | 810       |
| Sargenroth                           | 12,61        | 434       |
| Schnorbach                           | 3,42         | 258       |
| Schönborn                            | 3,90         | 283       |
| Simmern/Hunsrück, Stadt              | 11,96        | 8.195     |
| Steinbach                            | 2,60         | 135       |
| Tiefenbach                           | 5,79         | 774       |
| Wahlbach                             | 4,34         | 187       |
| Wüschheim                            | 3,90         | 320       |
| Verbandsgemeinde Simmern-Rheinböllen | 274,17       | 29.699    |

(Einwohner am 31. Dezember 2024)

## Geschichte
Am 28. September 2010 wurde das „Erste Gesetz zur Kommunal- und Verwaltungsreform“ erlassen mit dem Ziel, Leistungsfähigkeit, Wettbewerbsfähigkeit und Verwaltungskraft der kommunalen Strukturen zu verbessern. Für Verbandsgemeinden wurde festgelegt, dass diese mindestens 12.000 Einwohner (Hauptwohnung am 30. Juni 2009) umfassen sollen. Die Verbandsgemeinde Rheinböllen unterschritt diesen Wert.

### Einwohnerentwicklung
| Verbandsgemeinde Simmern-Rheinböllen: Einwohnerzahlen von 2012 bis 2024                                                            | Verbandsgemeinde Simmern-Rheinböllen: Einwohnerzahlen von 2012 bis 2024 | Verbandsgemeinde Simmern-Rheinböllen: Einwohnerzahlen von 2012 bis 2024 | Verbandsgemeinde Simmern-Rheinböllen: Einwohnerzahlen von 2012 bis 2024 | Verbandsgemeinde Simmern-Rheinböllen: Einwohnerzahlen von 2012 bis 2024 |
| --- | ----------------------------------------------------------------------- | ----------------------------------------------------------------------- | ----------------------------------------------------------------------- | ----------------------------------------------------------------------- |
| Jahr |                                                                         |                                                                         |                                                                         | Einwohner                                                               |
| 2012 | 2012                                                                    |                                                                         | 28.032                                                                  | 28.032                                                                  |
| 2015 | 2015                                                                    |                                                                         | 28.241                                                                  | 28.241                                                                  |
| 2020 | 2020                                                                    |                                                                         | 28.685                                                                  | 28.685                                                                  |
| 2024 | 2024                                                                    |                                                                         | 29.699                                                                  | 29.699                                                                  |
| Quelle(n): statistik.rlp.de Anmerkung(en): Die Entwicklung der Einwohnerzahl, bezogen auf das heutige Gebiet der Verbandsgemeinde. |                                                                         |                                                                         |                                                                         |                                                                         |

## Politik

### Verbandsgemeinderat
Der Verbandsgemeinderat Simmern-Rheinböllen besteht aus 36 gewählten ehrenamtlichen Ratsmitgliedern, die bei der Kommunalwahl am 9. Juni 2024 in einer personalisierten Verhältniswahl gewählt wurden, und dem hauptamtlichen Bürgermeister als Vorsitzendem.
Die Sitzverteilung im Verbandsgemeinderat:
| Wahl | SPD | CDU | FDP | GRÜNE | LINKE | ÖDP | FWSR | Gesamt   |
| ---- | --- | --- | --- | ----- | ----- | --- | ---- | -------- |
| 2024 | 9   | 12  | 3   | 3     | –     | 1   | 8    | 36 Sitze |
| 2019 | 11  | 11  | 4   | 4     | 1     | –   | 5    | 36 Sitze |

- FWSR = Freie Wähler Simmern-Rheinböllen e. V.

### Bürgermeister
Michael Boos (SPD), vorheriger Bürgermeister der Verbandsgemeinde Simmern, wurde ab 1. Januar 2020 der erste hauptamtliche Bürgermeister der Verbandsgemeinde Simmern-Rheinböllen. Bei der Direktwahl am 26. Mai 2019 war er mit einem Stimmenanteil von 58,25 % gewählt worden. Bürgermeister der Verbandsgemeinde Rheinböllen war bis zur Fusion Arno Imig (CDU). Er kandidierte aus Altersgründen für keine weitere Amtszeit.

### Wappen und Flagge
| Wappen von Verbandsgemeinde Simmern-Rheinböllen | Blasonierung: „Innerhalb eines in wechselnden Farben von Blau und Silber (Weiß) achtfach geständerten Schildbordes, durch eine eingeschobene schwarze Spitze gespalten, darin ein rotbewehrter und gekrönter goldener (gelber) steigender Löwe; vorn schräggerautet (-geweckt) in Blau und Silber (Weiß); hinten in Gold (Gelb) das rote Planetenzeichen Mars bzw. alchemistische Zeichen für Eisen.“                                    |
| Wappen von Verbandsgemeinde Simmern-Rheinböllen | Wappenbegründung: Das Wappen zeigt den Pfälzer Löwen; fast sämtliche Gemeinden der Verbandsgemeinde, mit Ausnahme von Liebshausen, gehörten früher zur Landesherrschaft des Fürstentums Pfalz-Simmern; die Rauten stehen für die Wittelsbacher. Das alchemistische Zeichen für Eisen bezieht sich auf die Eisengewinnung und Verarbeitung im Rheinböllener Raum. Der Schildbord als solcher kennzeichnet das Wappen als das eines Amtes. |

Die neue Verbandsgemeinde führt auch eine Flagge die das Wappen auf blau-weiß-blauem Grund zeigt.